# Cristóbal Guerra
Cristóbal Guerra (Triana, ?-Cartagena de Indias, 1504) fue un mercader y marino castellano que participó en la exploración de América tras el descubrimiento de esta por Cristóbal Colón en 1492.
Junto con Pedro Alonso Niño llegó a la Isla Margarita y a la Costa de las Perlas. Su nombre quedaría asociado al comercio de perlas. A pesar de que a la vuelta del viaje, ya en España, Pedro Alonso fue acusado de fraude, Cristóbal se libró de tal acusación. 
Junto a su hermano participó en dos viajes más por la región, falleciendo en el transcurso del último.